# Barbara Wyatt
Pour les articles homonymes, voir Wyatt.
Barbara Florence Amelia Wyatt, née le 17 juillet 1930 à Brighton (Sussex de l'Est, Royaume-Uni) et morte le 10 janvier 2012 à Montréal (Québec, Canada), est une patineuse artistique britannique, double médaillée de bronze aux championnats européens de 1951 et 1952.

## Biographie

### Carrière sportive
Barbara Wyatt est quadruple vice-championne de Grande-Bretagne entre 1949 et 1952. Elle ne remporte jamais le titre, se plaçant derrière ses compatriotes Jeannette Altwegg ou Valda Osborn.
Elle représente son pays à six championnats européens (1947 à Davos, 1948 à Prague, 1949 à Milan, 1950 à Oslo, 1951 à Zurich et 1952 à Vienne) où elle obtient deux médailles de bronze en 1951 et 1952 ; cinq mondiaux (1948 à Davos, 1949 à Paris, 1950 à Londres, 1951 à Milan et 1952 à Paris) ; et aux Jeux olympiques d'hiver de 1952 à Oslo.
Au cours de sa carrière, elle est entraînée par Jacques Gerschwiler.
Elle quitte les compétitions sportives après les mondiaux de 1952.

### Reconversion
Barbara Wyatt fait des tournées en Grande-Bretagne et en Europe dans des spectacles sur glace et des revues.

### Famille
Barbara Wyatt épouse Leaman Hardy en 1953. Leur fils Mark Hardy est un joueur de la Ligue nationale de hockey pendant 15 saisons et représente le Canada au championnat du monde de hockey sur glace de 1986.

## Palmarès
| Compétitions principales        | 1947    | 1948    | 1949    | 1950    | 1951    | 1952    |  |  |  |  |  |  |  |  |
| Jeux olympiques d'hiver         |         |         |         |         |         | 7e      |  |  |  |  |  |  |  |  |
| Championnats du monde           |         | 16e     | 10e     | 10e     | 5e      | 5e      |  |  |  |  |  |  |  |  |
| Championnats d’Europe           | 12e     | 10e     | 8e      | 4e      | 3e      | 3e      |  |  |  |  |  |  |  |  |
| Championnats de Grande-Bretagne |         |         | 2e      | 2e      | 2e      | 2e      |  |  |  |  |  |  |  |  |
|                                 |         |         |         |         |         |         |  |  |  |  |  |  |  |  |
| Autre Compétition               | 1946/47 | 1947/48 | 1948/49 | 1949/50 | 1950/51 | 1951/52 |  |  |  |  |  |  |  |  |
| Trophée Richmond                |         |         |         | 2e      | 2e      | 1re     |  |  |  |  |  |  |  |  |
|                                 |         |         |         |         |         |         |  |  |  |  |  |  |  |  |